# Mersada Bečirspahić
Mersada Bečirspahić, född den 8 december 1957 i Bihać, Bosnien och Herzegovina, SFR Jugoslavien, är en jugoslavisk basketspelare.
Bečirspahić var med och tog OS-brons 1980 i Moskva. Detta var andra gången damerna deltog vid de olympiska baskettävlingarna, tillika Jugoslaviens första medalj på damsidan.